# Джангульское оползневое побережье
Джангу́льское о́ползневое побере́жье (укр. Джангульське оползневе узбережжя, крымскотат. Canğul yer yılışuvlı yalısı, Джангъул ер йылышувлы ялысы) — участок западного побережья Тарханкутского полуострова, омываемый Чёрным морем; ландшафтный заказник (с 1980 года), памятник природы (1960—1980).
Согласно Распоряжению Совета министров Республики Крым от 5 февраля 2015 года № 69-р Об утверждении Перечня особо охраняемых природных территорий регионального значения Республики Крым данный объект является ландшафтным заказником регионального значения.

## Описание
Находится на крайнем западе Тарханкута близ села Оленевки. Разнообразной формы обвалы, осыпи, громадные оползневые массивы придают побережью дикий, суровый вид.
Самый крупный оползневой массив расположен у Терновской балки: его длина — около 500 метров, ширина — 200 метров. Почти на пять километров вдоль берега протянулась полоса хаотически нагроможденных глыб. Джангульское урочище — интересный комплексный памятник природы, наглядно иллюстрирующий современное оползневое развитие берега, активную абразивную деятельность моря, сложное сочетание оригинальных растительных и зоологических сообществ.

## Галерея

Пейзажи побережья
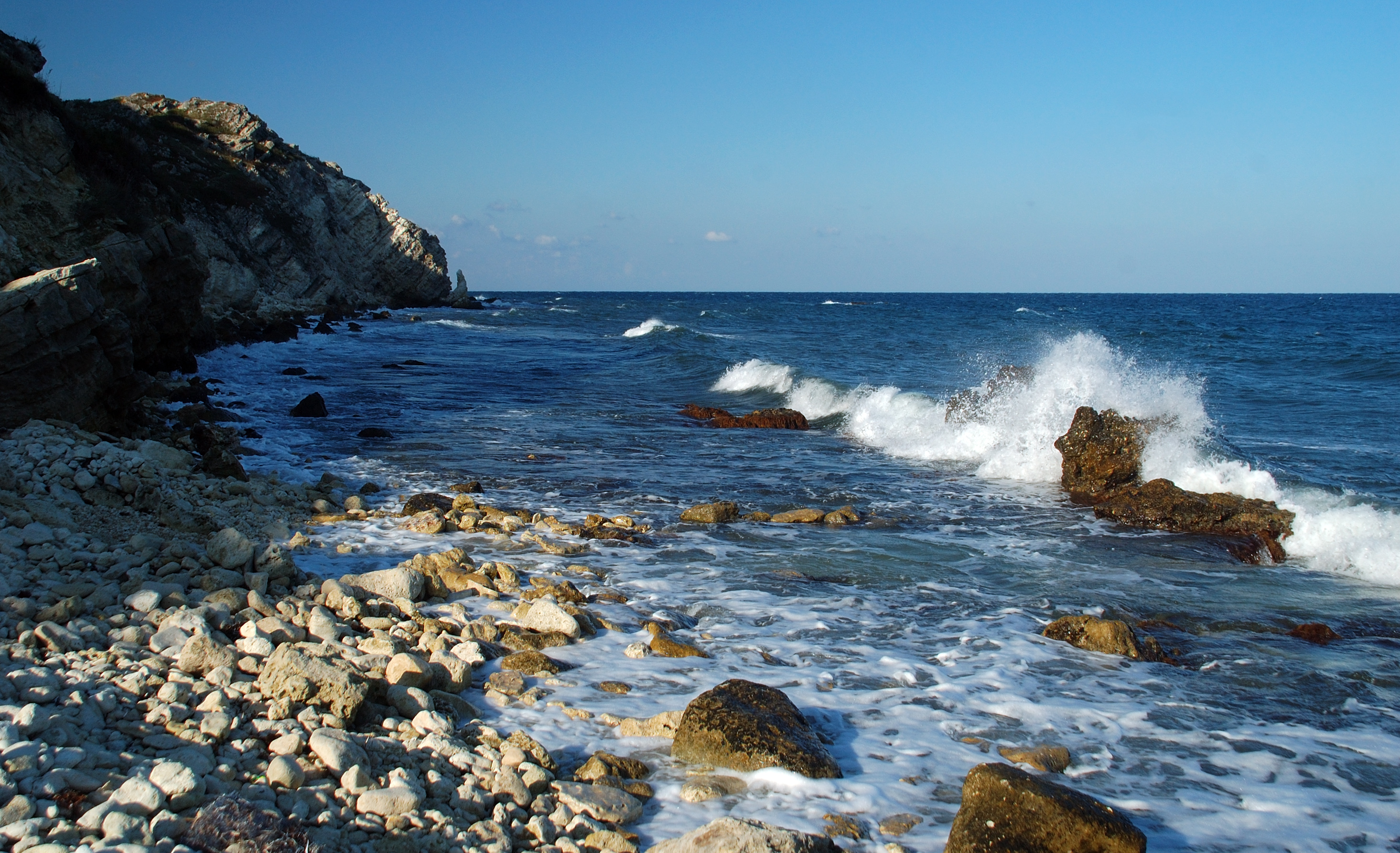
Берег
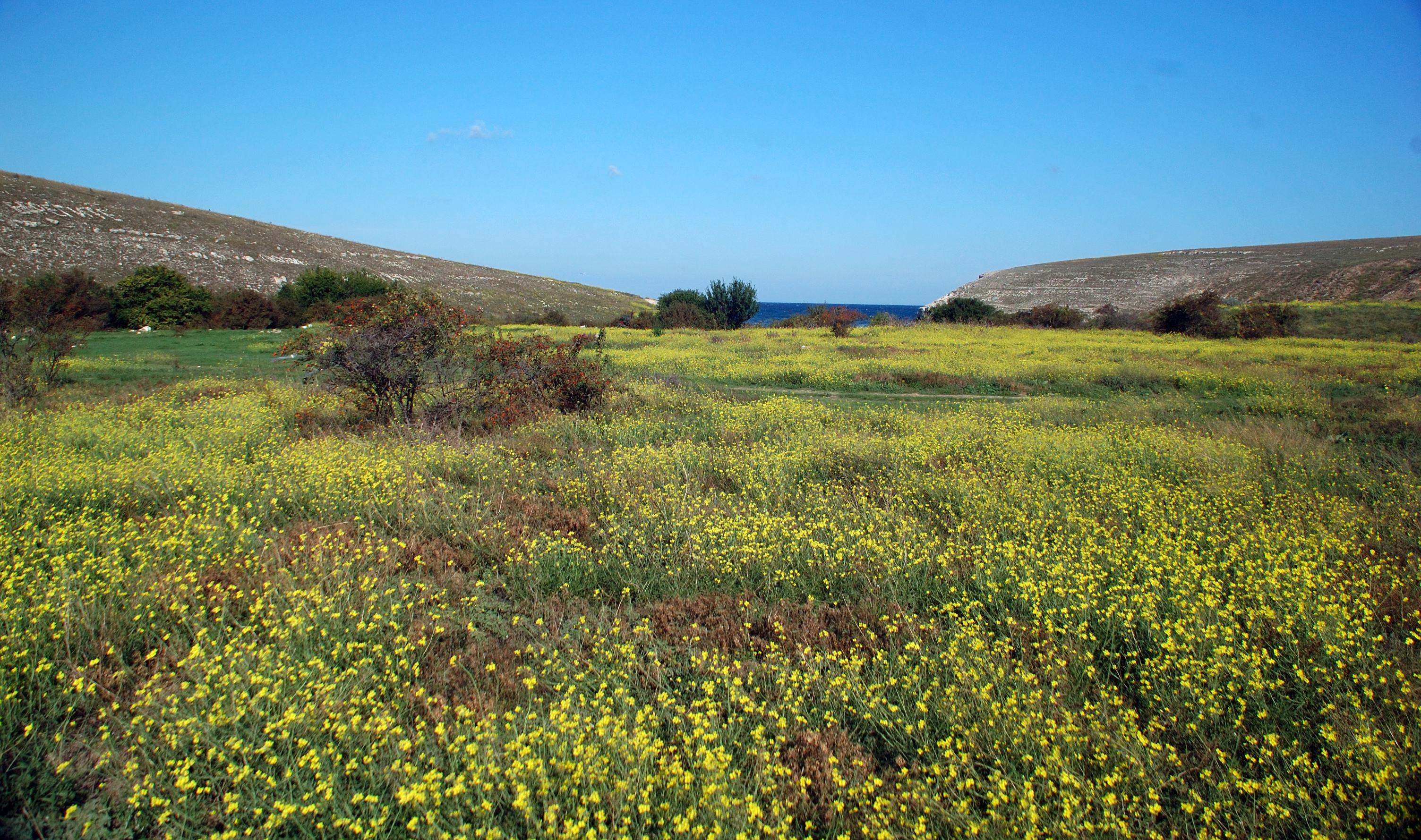
бухта Малый Кибчак
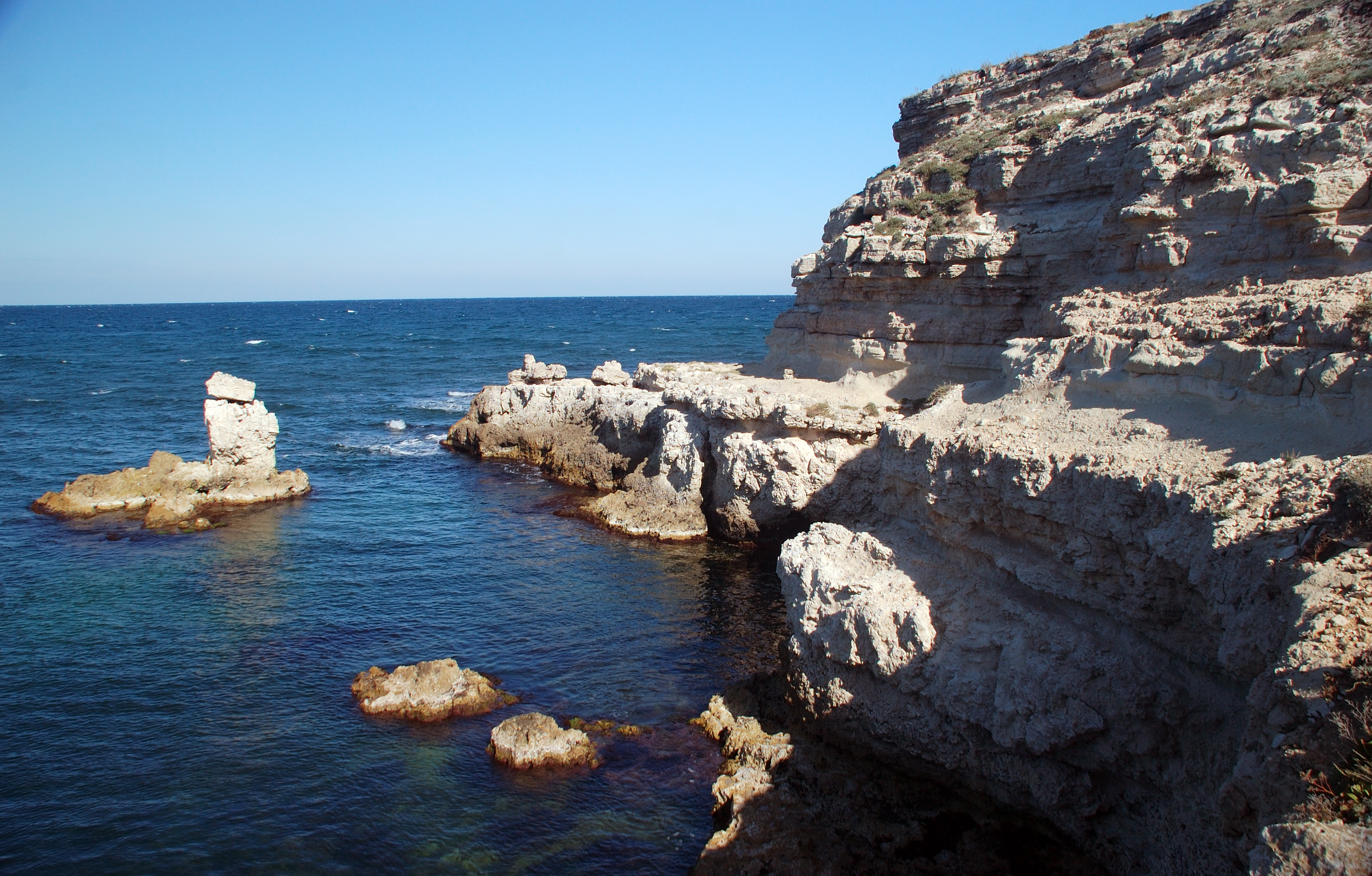
в одной из бухт
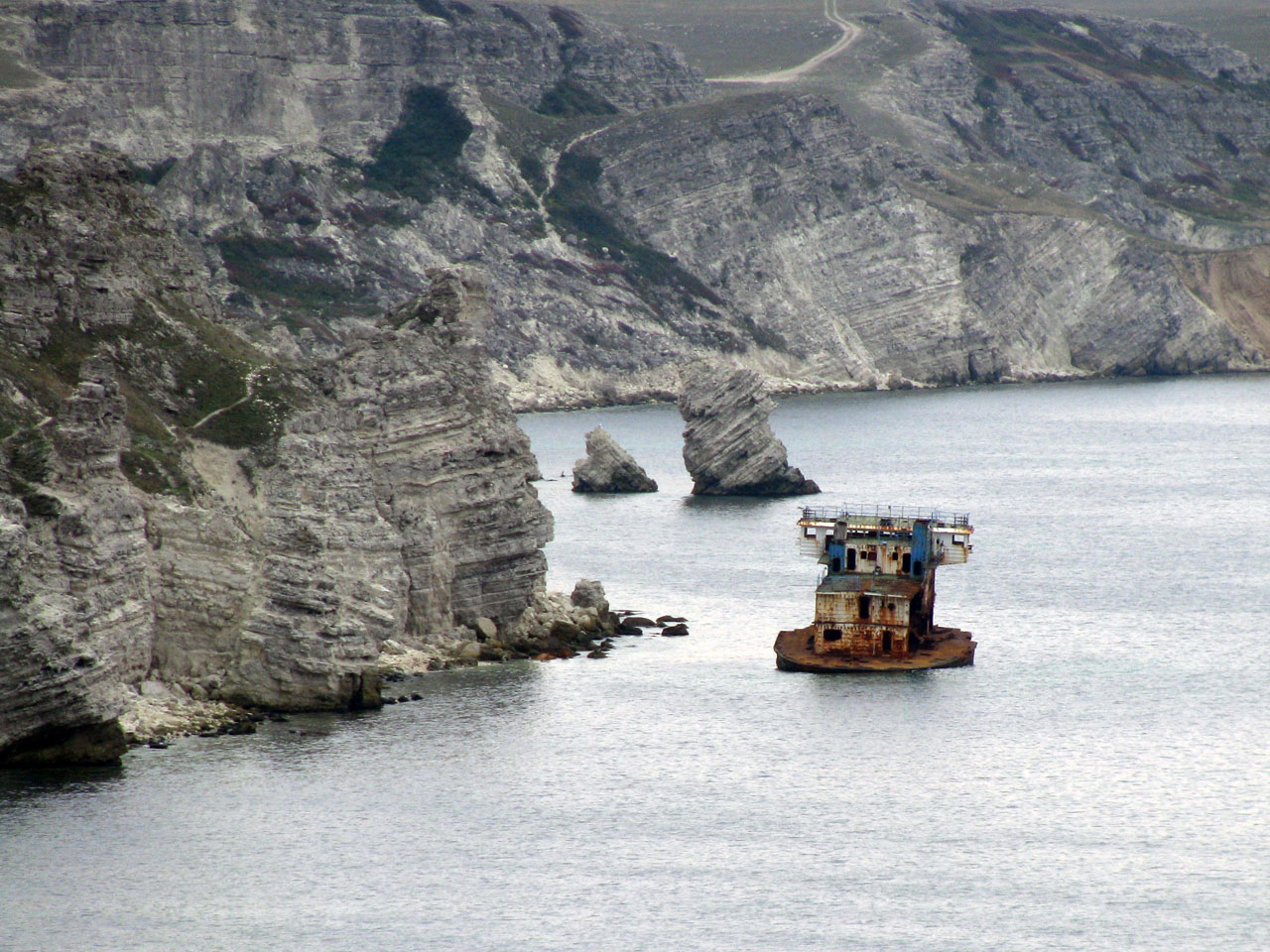
Останки сухогруза "Сириус" на фоне Джангуля